# Desáté obléhání Gibraltaru
Desáté obléhání Gibraltaru v roce 1506 bylo menší vojenskou akcí, při níž se vévoda z Mediny Sidonie, Juan Alfonso Pérez de Guzmán, neúspěšně pokusil získat pevnost Gibraltar od vojsk, která ji držela jménem nově sjednocených korun Kastilie a Aragonie.

## Pozadí
Dne 3. června 1469 daroval král Jindřich IV. Kastilský Gibraltar Enriquemu de Guzmánovi, 2. vévodovi z Mediny Sidonie, jako odměnu za úsilí a výdaje, které jeho rodina vynaložila na dobytí této pevnosti od Maurů a následné zajištění osadníků a posádky. Dne 30. září 1478 udělili Jindřichovi nástupci, Ferdinand a Isabela, vévodovi titul markýze z Gibraltaru.
Nicméně 22. prosince 1501 bylo vydáno královské nařízení, které přikazovalo Garcilasu de la Vegovi jménem krále převzít Gibraltar. Garcilas se vydal ke Skále, kde na počátku ledna 1502 formálně převzal místo od místních úřadů. Ferdinand a Isabela vyhověli žádosti obyvatel Gibraltaru o vytvoření znaku, jenž byl navržen jako hrad se zlatým klíčem na řetízku, přičemž klíč symbolizoval roli hradu při obraně Španělska.
Po smrti Isabely v roce 1504 nastalo v království období neklidu. Isabelu na kastilském trůně nahradila jejich psychicky nestabilní dcera Juana, jejímž manželem byl Filip, arcivévoda rakouský. Ferdinand byl jmenován regentem Kastilie, dokud jejich syn Karel, pozdější císař, nedosáhne plnoletosti. Filip regentství zpochybňoval, ale zemřel v roce 1506 v Burgosu. Moc převzala kastilská šlechta, protože Juana toho nebyla schopná, a Ferdinand se v roce 1507 vrátil do Kastilie, aby znovu převzal regentství. Juan Alfonso Pérez de Guzmán se rozhodl využít mocenského vakua v roce 1506 a násilně obnovit svůj nárok na Gibraltar.

## Obléhání
Vévoda z Mediny, který se nacházel v Seville, poslal svému synovi Enriquemu pokyny, aby udělal vše potřebné k znovuzískání pevnosti. Vévoda byl přesvědčen, že Gibraltar právem náleží jeho rodině, a očekával, že jeho přátelé uvnitř pevnosti zajistí její kapitulaci. To se však nestalo. Zpráva o plánované akci se rychle dostala k obyvatelům Gibraltaru, kteří byli všichni zapojeni do obrany města. O pomoc byl požádán generální kapitán Granady, Íñigo López de Mendoza, hrabě z Tendilly. Je významné, že žádost směřovala na královského důstojníka, nikoli na konkurenčního šlechtice.
„Obléhání“ trvalo čtyři měsíce, přičemž Medina usiloval o zablokování pevnosti spíše než o její přímé dobytí. Boje byly minimální a nedošlo k žádným ztrátám na životech kromě těch v důsledků nemocí. Když vévoda ztratil naději na úspěch, ustoupil na radu sevillského arcibiskupa. Stáhl se a obyvatelům oblasti, kteří utrpěli škody způsobené jeho vojsky, vyplatil odškodnění. Z mnoha obléhání Gibraltaru bylo toto jediné, které skončilo bez krveprolití.

## Důsledky
Juan de Guzmán tvrdohlavě trval na svém nároku na Gibraltar a prohlašoval, že mu jej král Filip I. vrátil. V červnu 1507 se vrátil do svého sídla v Seville, kterou opustil kvůli vypuknutí moru, rozhodnutý zahájit další obléhání. Dne 10. července 1507 však zemřel ve věku čtyřiceti let, dříve než mohl jednat.
Ferdinand zemřel v roce 1516 a na trůn nastoupil jeho vnuk, Juanin syn Karel. V roce 1519 se Karel stal císařem Svaté říše římské. Pochopil strategický význam Gibraltaru a v roce 1520 jmenoval Rodriga Bazana civilním a vojenským velitelem Skály. Za Bazanovy dlouhé a poklidné vlády, která trvala do roku 1535, skončily občanské nepokoje. Byly opraveny budovy a zahájena nová výstavba. Opevnění však bylo zanedbáváno, zejména na jihu. Další hrozba pro Gibraltar přišla právě z této strany, při drtivém útoku v roce 1540 pod vedením jednoho z kapitánů tureckého korzára Chajruddína Barbarossy.